# Teddy Geiger

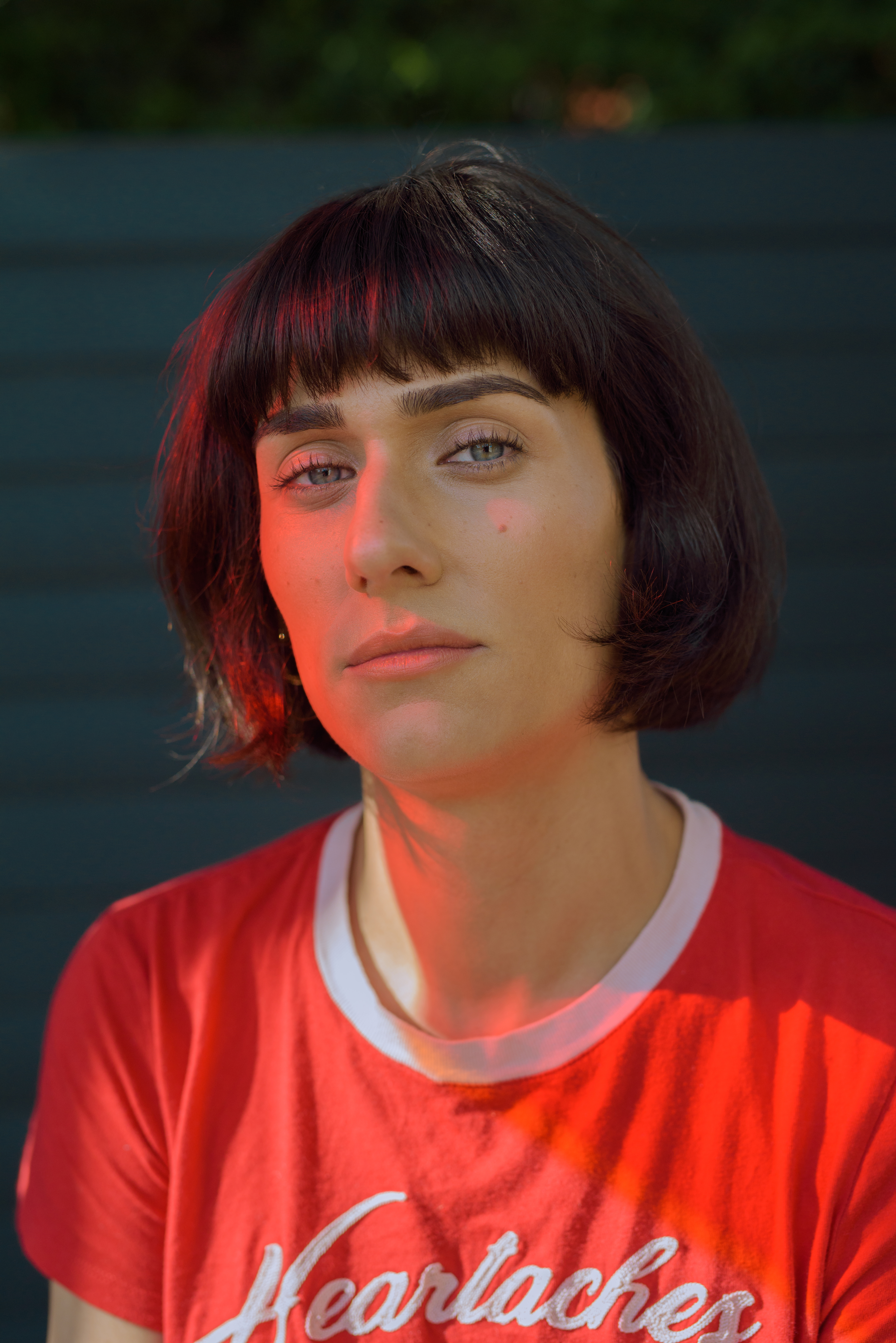
Teddy Geiger

Teddy Geiger, född 16 september 1988 i Rochester, New York, är en amerikansk sångare och låtskrivare. Hon spelar trummor, gitarr, piano, trombon och bas.
Hon medverkar även i filmen The Rocker där hon är sångare/gitarrist i bandet.

## Diskografi
Teddy Geiger är en amerikansk musiker, hon medverkade även i filmen "The Rocker" från 2008 där hon spelade Curtis Powell.
Hon har även sjungit alla låtar själv av A.D.D i filmen!

### Album
- Snow Blankets the Night (2006)
- Underage Thinking (2006)
- Step Ladder (2005)